# Swiss International 2014
Das Swiss International 2014 im Badminton fand vom 16. Oktober bis zum 19. Oktober 2014 in Yverdon-les-Bains, Schweiz, statt.

## Sieger und Platzierte
| Disziplin    | Gold                                       | Silber                                              | Bronze                                  |
| ------------ | ------------------------------------------ | --------------------------------------------------- | --------------------------------------- |
| Herreneinzel | Jonatan Christie                           | Ng Ka Long                                          | Andre Kurniawan Tedjono                 |
| Herreneinzel | Jonatan Christie                           | Ng Ka Long                                          | Ville Lång                              |
| Dameneinzel  | Hana Ramadhini                             | Dinar Dyah Ayustine                                 | Beatriz Corrales                        |
| Dameneinzel  | Hana Ramadhini                             | Dinar Dyah Ayustine                                 | Cheung Ngan Yi                          |
| Herrendoppel | Peter Gabriel Magnaye Paul Jefferson Vivas | Baptiste Carême Ronan Labar                         | Bastian Kersaudy Gaëtan Mittelheisser   |
| Herrendoppel | Peter Gabriel Magnaye Paul Jefferson Vivas | Baptiste Carême Ronan Labar                         | Raphael Beck Andreas Heinz              |
| Damendoppel  | Gabriela Stoeva Stefani Stoeva             | Meiliana Jauhari Variella Aprilsasi Putri Lejarsari | Delphine Lansac Émilie Lefel            |
| Damendoppel  | Gabriela Stoeva Stefani Stoeva             | Meiliana Jauhari Variella Aprilsasi Putri Lejarsari | Anastasia Chervyakova Nina Vislova      |
| Mixed        | Ronan Labar Émilie Lefel                   | Vitaliy Durkin Nina Vislova                         | Gaëtan Mittelheisser Audrey Fontaine    |
| Mixed        | Ronan Labar Émilie Lefel                   | Vitaliy Durkin Nina Vislova                         | Andrey Parakhodin Anastasia Chervyakova |